# Света Богородица Фанеромени (Неа Скиони)
Вижте пояснителната страница за други значения на Света Богородица Фанеромени.
„Богородица Фанеромени“ (на гръцки: Παναγία Φανερωμένη, Панагия Фанеромени) е късносредновековна православна църква в Гърция, разположена на полуостров Касандра.

## Местоположение
Църквата се намира на брега на Солунския залив, на 2 km югоизточно от Неа Скиони на мястото на античния град Скионе. Храмът е метох на манастира „Света Анастасия Узорешителница“.

## История
Църквата е от XVI век. Голямата апсида широка 1,25 m и сполиите в зидарията на храма, както и тестовите разкопки показват, че е построена върху раннохристиянска базилика. Била е част от метох на тесалийския манастир Фламури. След като Тесалия е присъединена към Гърция в 1881 година, църквата е отстъпена на Халкинската семинария.
В 1984 година църквата е обявена за паметник на културата.

## Архитектура
Църквата има външни размери 14,5 X 6,5 m. На изток завършва с голяма полукръгла апсида, а на запад има просторен притвор. Зидарията е от камък и в нея има много сполии от античния град, които по-късно са покрити с мазилка. Покривът първоначално е дървен керемидено покритие, но в началото на 80-те години на XX век е излята бетонна плоча, поставена половин метър по-високо. Новият покрив се поддържа от бетонни стълбове, които обграждат външната страна на храма и са в контакт с зидарията му. Тази операция води до промяна на формата на храма и нанася значителни щети на стенописите вътре.
В църквата има запазени стенописи от края на XVI век, което е рядко на Халкидики, заради масовото унищожение на църкви при потушаването на Халкидическото въстание в 1821 година. Стенописите са дело на местен зограф, който следва традиционната за епохата живопис, но има и заемки от Критската школа, както и от Епирската школа. За съжаление стенописите са фрагментарно запазени.
Забележителна е и иконата на Богородица, изрисувана върху мраморна база на статуя, разположена в иконостаса. Тя, подобно на стенописите, е изписана с фрескова техника. Иконата е почти унищожена, тъй като с вековете мазилката, на която е изписана изчезва.
В църквата е запазен и надгробен паметник от II - III век. Според зле запазения надпис паметникът е запазен от Марк Юлий Феликс на гроба на (внука си?) Марк Юлий и планирал да бъде погребан в същия гроб. Надписът завършва със стих на шест реда, оплакващ загубата на Марк Юлий.